# Bila (okręg Giurgiu)
Bila – wieś w Rumunii, w okręgu Giurgiu, w gminie Schitu. W 2011 roku liczyła 512 mieszkańców.